# El Rodeo (Sonora)
El Rodeo es una congregación del municipio de Etchojoa ubicada en el sur del estado mexicano de Sonora, en la zona del valle del Mayo. Según los datos del Censo de Población y Vivienda realizado en 2020 por el Instituto Nacional de Estadística y Geografía (INEGI), El Rodeo tiene un total de 1750 habitantes.

## Geografía
El Rodeo se sitúa en las coordenadas geográficas 27°00'59" de latitud norte y 109°38'28" de longitud oeste del meridiano de Greenwich, a una elevación de 24 metros sobre el nivel del mar.